# Gratien d'Amiens
Gratien d'Amiens serait un chrétien martyr en 303, reconnu saint par l'Église catholique.

## Biographie
On ne sait pas grand chose sur ce personnage. Selon la tradition, Gratien naquit au IIIe siècle à Rome dans une famille sénatoriale. Converti au christianisme, il quitta Rome pour aller évangéliser la Gaule et se fixa dans un petit village de la Gaule belgique, près d’Ambianorum (Amiens), où il devint berger.
Sous le règne de Dioclétien, le préfet romain Rictiovare chargé de persécuter les chrétiens, fit arrêter Gratien, le fit torturer et le condamna à mort après qu'il eut refusé de sacrifier aux dieux romains. Il fut décapité en 303.

## Le miracle de saint Gratien
Le corps de Gratien fut inhumé sur le lieu de son supplice. Selon la légende, Gratien avant d'être frappé par le bourreau ficha en terre son bâton de berger et une source jaillit. S'étant fait une écorchure à la main, il prit une feuille comme pansement et son sang teinta l’arbuste. Selon une autre version, sa houlette fut plantée en terre par les habitants après son exécution, quoi qu'il en soit, le bâton de coudrier, en une nuit, parvint à s'enraciner, à se ramifier, à porter des feuilles et des fruits sur sa tombe. En une nuit, elle prit racine, donna des feuilles et des fruits de la couleur du sang. D’après la tradition, le miracle se reproduisait, chaque année, la nuit du 23 octobre.

## Culte de saint Gratien
En 628, Gratien fut canonisé sous le roi Dagobert Ier et le lieu de son martyre prit le nom de Saint-Gratien. Un oratoire fut édifié sur sa tombe, il fut donné, en 1113, au prieuré  bénédictin Saint-Denis d'Amiens.
Les moines de l'abbaye de Saint-Denis bâtirent un oratoire à sa mémoire en un lieu appelé depuis Saint-Gratien, près de Montmorency. Une relique de saint Gratien est enterrée sous le maître-autel de l'église.
L'église du village de Saint-Gratien, dans le département de la Somme, est placée sous le vocable de saint Gratien. Un oratoire renfermant une statue de Saint Gratien, œuvre du sculpteur amiénois Jean-Pierre Facquier, fut construit dans les années 1990. Un calvaire édifié sur le lieu supposé du martyre porte cette dédicace : « Ici, le 23 octobre 303, saint Gratien mourut martyr pour le Christ. »

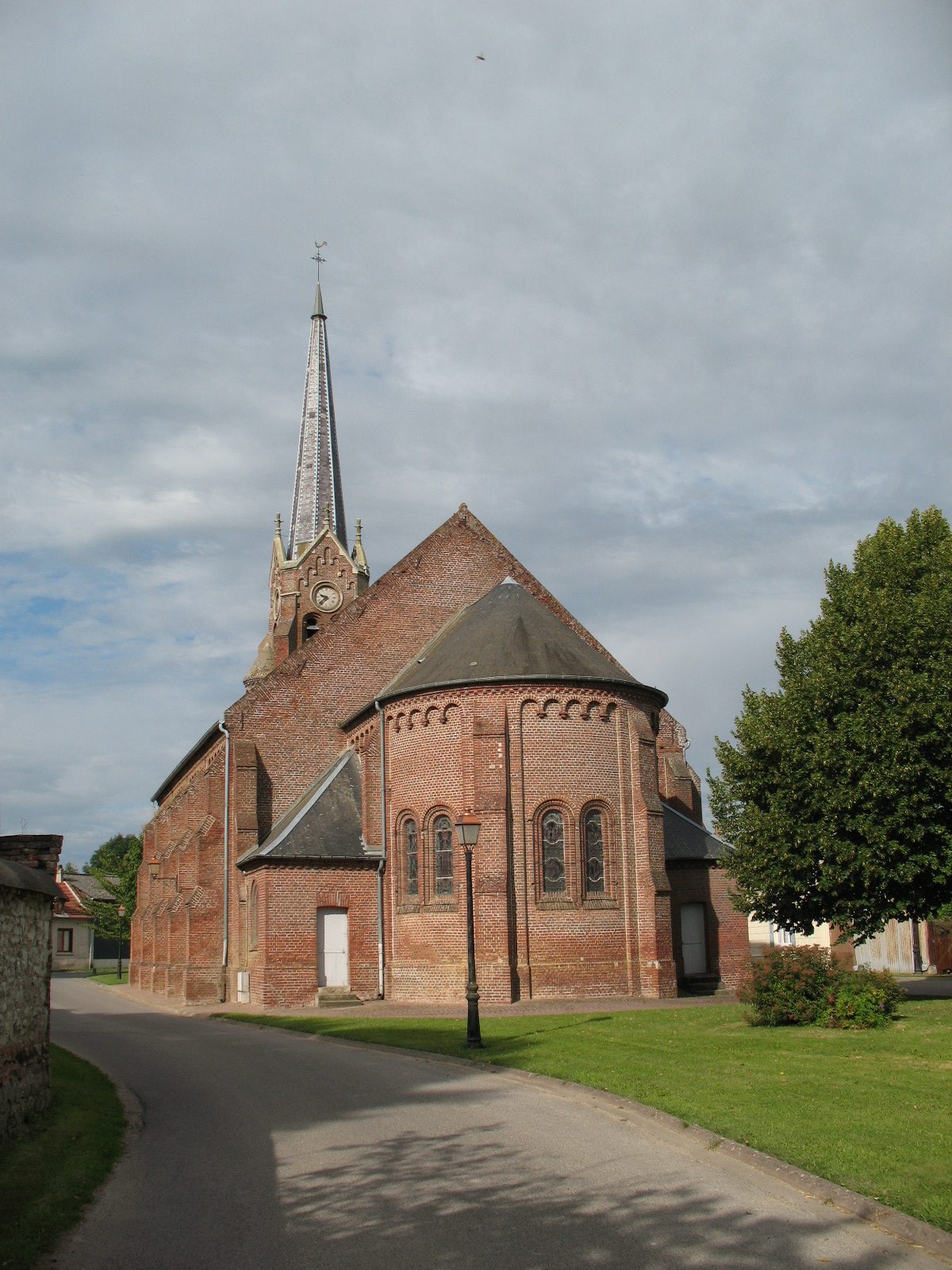
Église de Saint-Gratien (Somme).
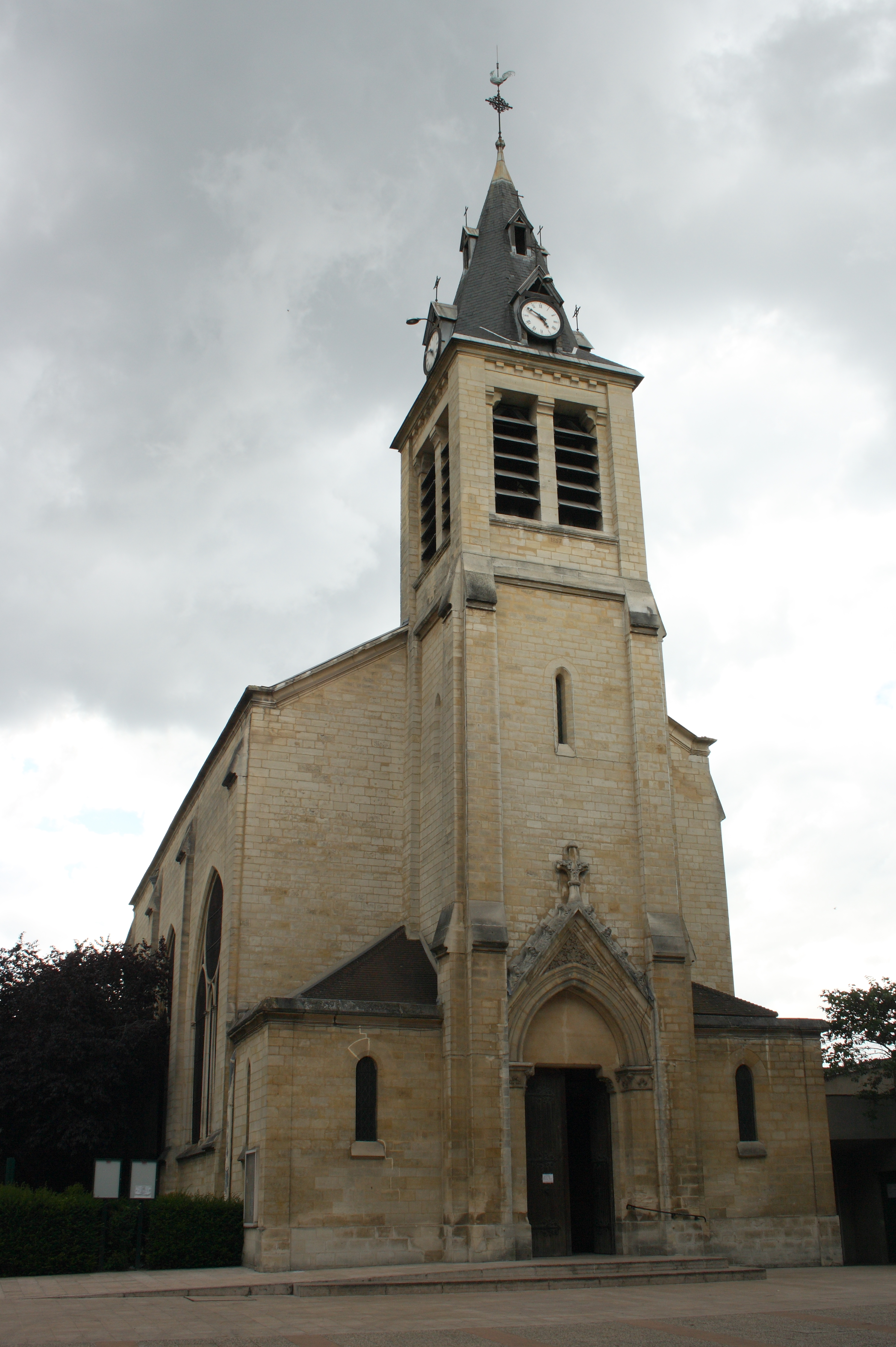
Église de Saint-Gratien (Val-d'Oise).

## Les reliques
En 1015, Roger de Blois, évêque de Beauvais, possédant les terres de Coulombs près de Chartres, décida de relever de ses ruines l'abbaye Notre-Dame de Coulombs. Il aurait obtenu de l’évêque d’Amiens la translation des reliques de saint Gratien à l'abbaye de Coulombs.
Le passage des reliques par la seigneurie de Montmorency entraîna l'attribution d'un bras de Gratien à une paroisse qui prit le nom de Saint-Gratien.
En 1770, la tête de Gratien fut rapportée en Picardie, et placé le 25 septembre, dans un buste reliquaire en bois doré dans l'église de Saint-Gratien (Somme).
À la Révolution française, comme toutes les autres monastères, l'abbaye de Coulombs fut déclarée bien national. La châsse d’argent renfermant les reliques du saint fut transportée à Paris. Elle fut sauvée par un employé de la Monnaie de Paris et fut remise à l’archevêché. Le 29 juillet 1830, lors du sac de l’archevêché, les reliques furent jetées dans la Seine.
Le 10 novembre 1890, une parcelle du front du martyr fut remise à la paroisse de Saint-Gratien (Val-d'Oise)